# Ronsecco
Ronsecco – miejscowość i gmina we Włoszech, w regionie Piemont, w prowincji Vercelli.
Według danych na rok 2004 gminę zamieszkiwało 616 osób, a gęstość zaludnienia wynosiła 25,7 os./km².